# ミラクルボイス
奇跡のドラマスペシャル・ミラクルボイス（きせきの-）は、TBS系で、2008年1月3日の23:15～24:39（JST）に放送されたテレビドラマの正月特番である。視聴率4.9%。

## あらすじ
女心のわからない充と、男心がわからないモモコが、不思議なきっかけで手に入れた、異性の声を聞くことができる不思議な"木の実"によってそれぞれの道が開かれてゆくのだが、本当の心の声を聞いた二人が気づいたものは…
尚、番組中にスポンサーの商品が使われている。

## 出演
- 鳥山充 - 塚本高史
- 手塚モモコ - 片瀬那奈
- 古屋秀則 - 阿部力、田辺季正（高校生時代）
- 武内千鶴 - 木下あゆ美、佐野光来（高校生時代）
- 秋本千賀子 - 西山繭子
- 北条いづみ - 伊藤裕子
- 安野ゆかり - 鈴木砂羽
- 稲垣由美 - 渡辺夏菜
- 北条ナミ - 稲垣鈴夏
- 千葉真理子 - 畠山明子
- 大谷允保
- なすび
- 手塚昌也（声） - 浦山迅

## スタッフ
- 脚本 渡辺啓
- 演出 倉貫健二郎
- プロデューサー 加藤章一、上野かおる
- 制作 ドリマックス・テレビジョン
- 製作著作 TBS

## スポンサー
- SUZUKI NEW SWIFT
- 明治製菓